# Northrop N-9M
Northrop N-9M là một mẫu máy bay có tỉ lệ 1/3, được sử dụng để phát triển cho chương trình máy bay ném bom tầm xa Northrop XB-35 và YB-35 Flying Wing.

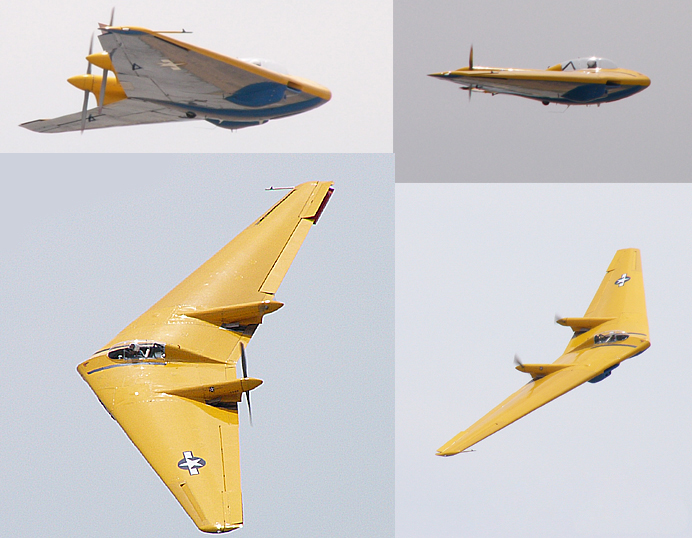

## Tính năng kỹ chiến thuật (N-9M)
Đặc tính tổng quát
- Kíp lái: 1
- Sức chứa: 1 người (N9MB)
- Chiều dài: 17 ft 9 in (5,4 m)
- Sải cánh: 60 ft 0 in (18,3 m)
- Chiều cao: 6 ft 7 in (2 m)
- Diện tích cánh: 490 foot vuông (45,5 m2)
- Kết cấu dạng cánh: NACA 65-019
- Trọng lượng rỗng: 5.893 lb (2.673 kg)
- Trọng lượng có tải: 13.946 lb (6.326 kg)
- Động cơ: 2 × Menasco C6S-4 , 275 hp (205 kW)  mỗi chiếc (N-9MB) 2x Franklin XO-540-7. 260 hp mỗi chiếc

Hiệu suất bay
- Vận tốc cực đại: 258 mph (415 km/h; 224 kn)
- Tầm bay: 500 mi (434 nmi; 805 km)
- Trần bay: 21.500 ft (6.553 m)